# Narom

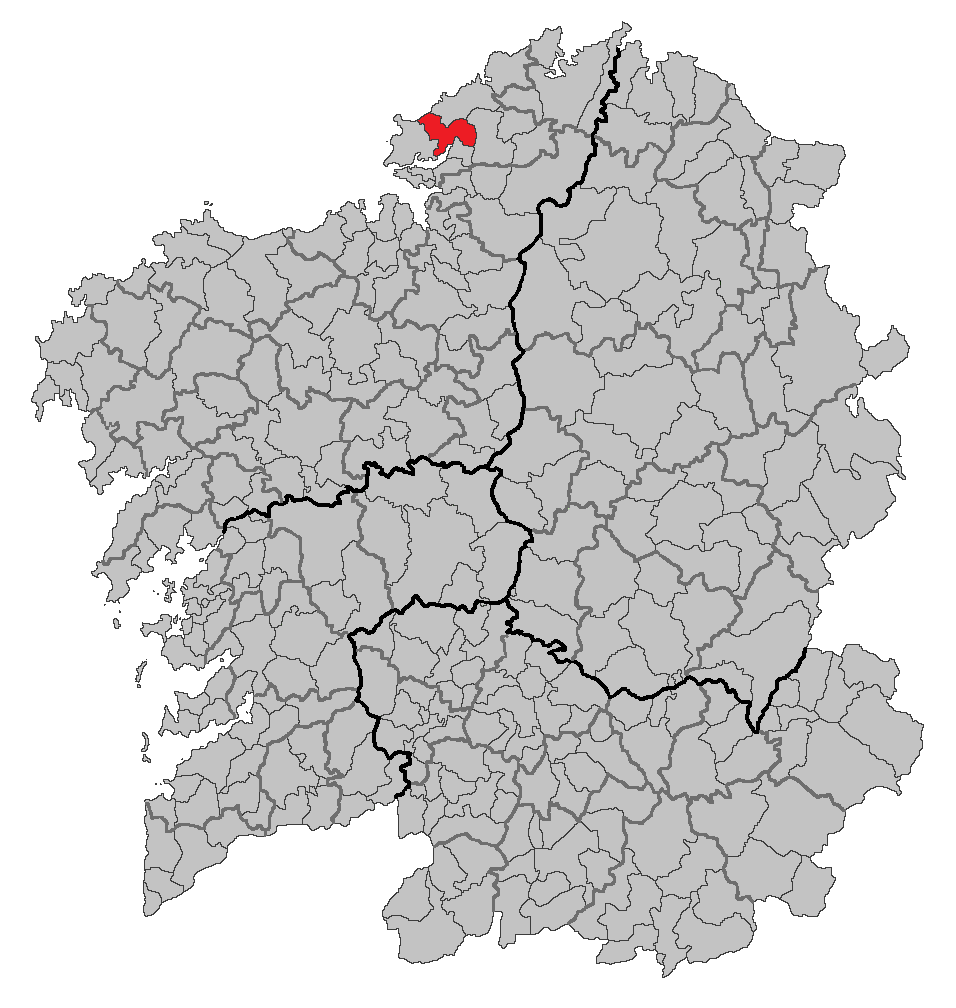
Localização de Narón

Narom (Narón) é um município da Espanha na província 
da Corunha, 
comunidade autónoma da Galiza, de área 66,2 km² com 
população de 36245 habitantes (2007) e densidade populacional de 510,82 hab/km².

## Demografia
| Variação demográfica do município entre 1991 e 2004 | Variação demográfica do município entre 1991 e 2004 | Variação demográfica do município entre 1991 e 2004 | Variação demográfica do município entre 1991 e 2004 |
| --------------------------------------------------- | --------------------------------------------------- | --------------------------------------------------- | --------------------------------------------------- |
| 1991                                                | 1996                                                | 2001                                                | 2004                                                |
| 31594                                               | 31207                                               | 32204                                               | 34404                                               |